# Seznam plání na Marsu
Toto je seznam planin na Marsu. Planiny mohou být pojmenovány „planitia“ nebo „planum“, v závislosti na jejich výšce.

## Planitia
Planitia (množné číslo: planitiae) je latinský název pro planinu.
| Jméno             | Poziční souřadnice       |
| ----------------- | ------------------------ |
| Acidalia Planitia | 46°42′ s. š., 338° v. d. |
| Amazonis Planitia | 24°48′ s. š., 196° v. d. |
| Arcadia Planitia  | 46°42′ s. š., 192° v. d. |
| Argyre Planitia   | 49°42′ j. š., 316° v. d. |
| Chryse Planitia   | 26°42′ s. š., 320° v. d. |
| Elysium Planitia  | 2° s. š., 155° v. d.     |
| Hellas Planitia   | 42°42′ j. š., 70° v. d.  |
| Isidis Planitia   | 12°54′ s. š., 87° v. d.  |
| Utopia Planitia   | 49°42′ s. š., 118° v. d. |

## Plana
Planum (množné číslo: plana) je latinské slovo pro rovinu.
| Jméno               | Poziční souřadnice          |
| ------------------- | --------------------------- |
| Aeolis Planum       | 0°48′ j. š., 145° v. d.     |
| Amenthes Planum     | 3°12′ s. š., 105°42′ v. d.  |
| Aonia Planum        | 57°42′ j. š., 281° v. d.    |
| Argentea Planum     | 69°48′ j. š., 292° v. d.    |
| Ascuris Planum      | 40°24′ s. š., 279°12′ v. d. |
| Aurorae Planum      | 10°24′ j. š., 310°48′ v. d. |
| Bosporos Planum     | 34°12′ j. š., 295°6′ v. d.  |
| Daedalia Planum     | 21°48′ j. š., 232° v. d.    |
| Hesperia Planum     | 22°18′ j. š., 110° v. d.    |
| Icaria Planum       | 43°12′ j. š., 253°30′ v. d. |
| Lucus Planum        | 4° j. š., 182° v. d.        |
| Lunae Planum        | 10°24′ s. š., 294° v. d.    |
| Malea Planum        | 64°48′ j. š., 65° v. d.     |
| Meridiani Planum    | 0°12′ s. š., 357°30′ v. d.  |
| Olympia Planum      | 82° s. š., 195° v. d.       |
| Ophir Planum        | 8°42′ j. š., 302°30′ v. d.  |
| Parva Planum        | 75°48′ j. š., 257° v. d.    |
| Planum Angustum     | 79°42′ j. š., 276°30′ v. d. |
| Planum Australe     | 83°54′ j. š., 160° v. d.    |
| Planum Boreum       | 88° s. š., 15° v. d.        |
| Planum Chronium     | 59°42′ j. š., 140° v. d.    |
| Promethei Planum    | 78°54′ j. š., 90° v. d.     |
| Sinai Planum        | 13°24′ j. š., 272° v. d.    |
| Sisyphi Planum      | 69°48′ j. š., 5° v. d.      |
| Solis Planum        | 25°12′ j. š., 273°30′ v. d. |
| Syria Planum        | 13°6′ j. š., 256°6′ v. d.   |
| Syrtis Major Planum | 8°24′ s. š., 69°30′ v. d.   |
| Thaumasia Planum    | 24°30′ j. š., 295°42′ v. d. |
| Zephyria Planum     | 1° j. š., 153°6′ v. d.      |